# Thecla ponce
Thecla ponce är en fjärilsart som beskrevs av Comstock och Huntington 1943. Thecla ponce ingår i släktet Thecla och familjen juvelvingar. Inga underarter finns listade i Catalogue of Life.